# (278591) Salò
(278591) Salò est un astéroïde de la ceinture principale.

## Description
(278591) Salo est un astéroïde de la ceinture principale. Il fut découvert le 15 juillet 2008 à Magasa par Antonio Stucchi et Mario Tonincelli. Il présente une orbite caractérisée par un demi-grand axe de 2,36 UA, une excentricité de 0,12 et une inclinaison de 7,9° par rapport à l'écliptique.

## Compléments